# Touret Memorial
Le Touret Memorial est un mémorial qui rend hommage à 13 482 soldats de l’armée impériale britannique disparus au cours des combats qui se sont déroulés entre la Lys et La Bassée d'octobre 1914 à septembre 1915, pendant la première Guerre mondiale, et dont les corps n'ont jamais été retrouvés. Il est précédé d'un cimetière militaire où sont enterrés 915 soldats.

## Localisation
Le mémorial est situé en bordure de la D 171, entre les villages d'Essars et de Neuve-Chapelle.

## Description
Construit en pierre blanche de Nîmes par J.R. Truelove, le monument est formé d'une longue galerie principale et de deux galeries latérales bordées de colonnades qui conduisent à un cloître entourant une pelouse au milieu de laquelle une colonne porte l'inscription : « 1914-1918 ». Des petits pavillons marquent la fin de la galerie principale et des coins ouest de la cour.
À l’entrée du monument, une inscription, en anglais et en français, le dédie : A la gloire de Dieu et à la mémoire des 13 482 officiers et soldats tombés dans ce secteur d’octobre 1914 à septembre 1915, dont les noms sont enregistrés ici mais à qui la fortune de la guerre a refusé une sépulture connue et honorée comme à leurs camarades dans la mort. Leurs noms sont gravés sur les murs du mémorial ainsi que les insignes de leurs régiments. Les noms des batailles au cours desquelles ils ont disparu, La Bassée, Festubert 1914, Givenchy 1914/1915, Cuinchy, Neuve-Chapelle, Aubers et Festubert 1915, sont également gravés sur le monument.
Le monument a été inauguré le 22 mars 1930. Il s'ouvre sur un cimetière de 7 036 m2 où sont enterrés 891 Britanniques, onze Canadiens, neuf Indiens et quatre Allemands. 

### Articles connexes

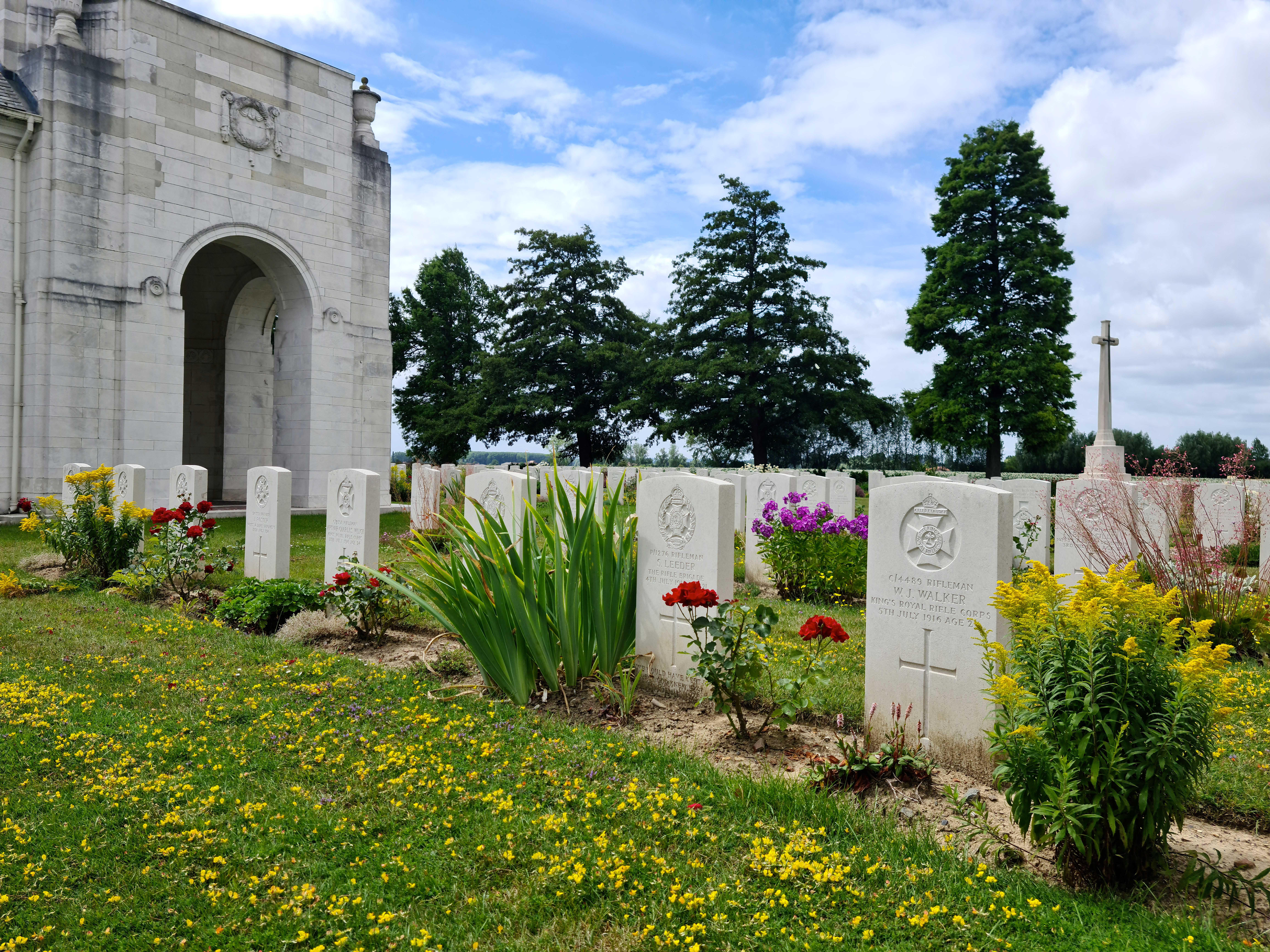
Touret Memorial, cimetière des soldats du Commonwealth

## Pour approfondir